# Ivar Giaever
Ivar Giaever (Bergen, 5 de abril de 1929 – Schenectady, 20 de junho de 2025) foi um físico norueguês-estadunidense.
Foi laureado com o Nobel de Física de 1973, juntamente com Leo Esaki e Brian David Josephson, por descobertas experimentais referentes ao fenômeno de tunelamento em semicondutores e supercondutores.